# Andreas Vesalius
Andreas Vesalius, vlastním jménem Andries van Wesel (31. prosince 1514 Brusel – 15. října 1564 ostrov Zakynthos) byl vlámský anatom a chirurg.

## Životopisné údaje
Narodil se jako Andries van Wesel 31. prosince 1514 v Bruselu v tehdejším Španělském Nizozemí, jeho rodiči byli lékárník Andries van Wesel a Isabel Crabbe. Rodina Vesaliů pocházela z města Wesel v Německu a medicína v ní měla dlouhou tradici. Již Andreasův děd Everard van Wesel působil jako lékař u dvora římskoněmeckého císaře Maxmiliána I. a umožnil přijetí u dvora i svému synovi, jímž byl Vesaliův otec, též Andreas. Ten se stal osobním lékárníkem a později i komorníkem Maxmiliánova nástupce, císaře Karla V. (1500–1558). Sám Vesalius se posléze v duchu rodinné tradice stal osobním lékařem Karlova syna, španělského krále Filipa II. Španělského (1527–1598). Vesalius byl velmi malé postavy, od dětství se zajímal o medicínu a přírodní vědy, s oblibou pitval mrtvá zvířata a části jejich těl. Byl to právě důraz na empirický výzkum lidského těla, jednotlivých orgánů a jejich funkce, co Vesalia odlišovalo od jeho předchůdců i většiny současníků, kteří své poznatky vesměs čerpali z antických autorit, především Claudia Galéna. 
Vesaliovým stěžejním dílem se stala výpravná kniha De humani corporis fabrica Libri septem (Basilej, 1543), v níž použil výhradně latinskou anatomickou terminologii. V tomto sedmidílném díle položil základy moderní anatomie jako vědní disciplíny zabývající se stavbou lidského těla. Po jejím vydání se vrátil do Bruselu, kde se oženil s Anne van Hamme (1544), s níž měl dceru Anne (1546). V té době opustil vědeckou kariéru a vstoupil do služeb císaře Karla V. jako "lékař císařského domu". Po císařově abdikaci na španělský trůn (1556) byl jmenován osobním lékařem jeho syna Filipa II. Španělského. V březnu 1564 se vydal na cestu do Svaté země, podle pověsti to byl způsob pokání, k němuž se Vesalius zavázal poté, co byl usvědčen z pitvy ještě žijícího člověka. Během své poutě navštívil Benátky a Padovu, kde mu bylo nabídnuto uvolněné místo profesora anatomie. Vesalius skutečně dorazil do Jeruzaléma, ale při zpáteční cestě jeho loď ztroskotala a slavný anatom zemřel zcela bez prostředků na ostrově Zakynthos, kde je rovněž na neznámém místě pohřben.

## Vědecká kariéra

### Studijní léta
Mladý Vesalius získal základní vzdělání v Bruselu a byl zapsán na universitu v Lovani (1530). Odtud odešel do Paříže, kde byl přijat na lékařskou fakultu (1533). Zde ho osobnosti velkých jmen, mimo jiné i Jacobus Sylvius (1478–1555), přivedly ke studiu anatomie. Před získáním titulu ho však válečný konflikt mezi Francií a Svatou říší římskou donutil vrátit se do Lovaně (1536). Zde pokračoval ve studiích lékařství, která zakončil bakalářským titulem (1537). Na podzim téhož roku odešel do Padovy, kde po dvoudenních zkouškách získal titul doktora medicíny (05. 12. 1537). Několik dnů poté mu universita nabídla místo profesora chirurgie a anatomie. Jako host přednášel i na universitách v Bologni a Pise. V té době se v jeho přednáškách založených na pitevních demonstracích objevily první náznaky Vesaliova odklonu od učení Claudia Galéna z Pergamu (129–200/16 n. l.), osobního lékaře římského císaře Marka Aurelia.

### Profesorská léta
Za základ lékařské přípravy studentů medicíny považoval pitvu lidského těla. Podle svých nákresů nechal pro ně proto zhotovit šest velkých dřevořezů ve formě anatomických tabulí. Aby předešel plagiátorství zajistil vytištění souboru šesti pitevních tabulí v Benátkách pod názvem Tabulae anatomicae sex (1538). Vlastní ilustrace pravděpodobně vznikly v okruhu Tizianovy dílny. Za jejich možného autora je uváděn Jan Stephanus van Kalcker (italsky Giovanni da Calcar, 1499–1546). Ještě téhož roku Vesalius vydal pro své studenty pitevní manuál nazvaný Institutiones anatomicae secundum Galeni sententiam…ab Andrea Vesalio (Benátky, 1538), ve kterém se vymezil vůči zastáncům Galénova učení. Vesaliova diskuse s Matteo Cortim, profesorem boloňské university, se stala impulsem pro sepsání další knihy dnes nazývané Epistola (Basilej, 1539). Vesalius v ní diskutuje otázku místa venesekce, tj. místa „pouštění žilou“, ve vztahu k nemocnému místu. Nejvýznamnějším zjištěním však bylo konstatování, že žíly tvoří souvislý systém, což je ověřitelné anatomickou pitvou, a že srdeční stahy (systoly) jsou synchronní s pulsací tepen. Vesaliovy názory se tak stále více rozcházely s Galénovou naukou o lidském těle. Nakonec dospěl k závěru, že nepřesnosti v Galénových anatomických závěrech byly způsobeny především tím, že svá pozorování prováděl na zvířatech a nikoliv na lidech.

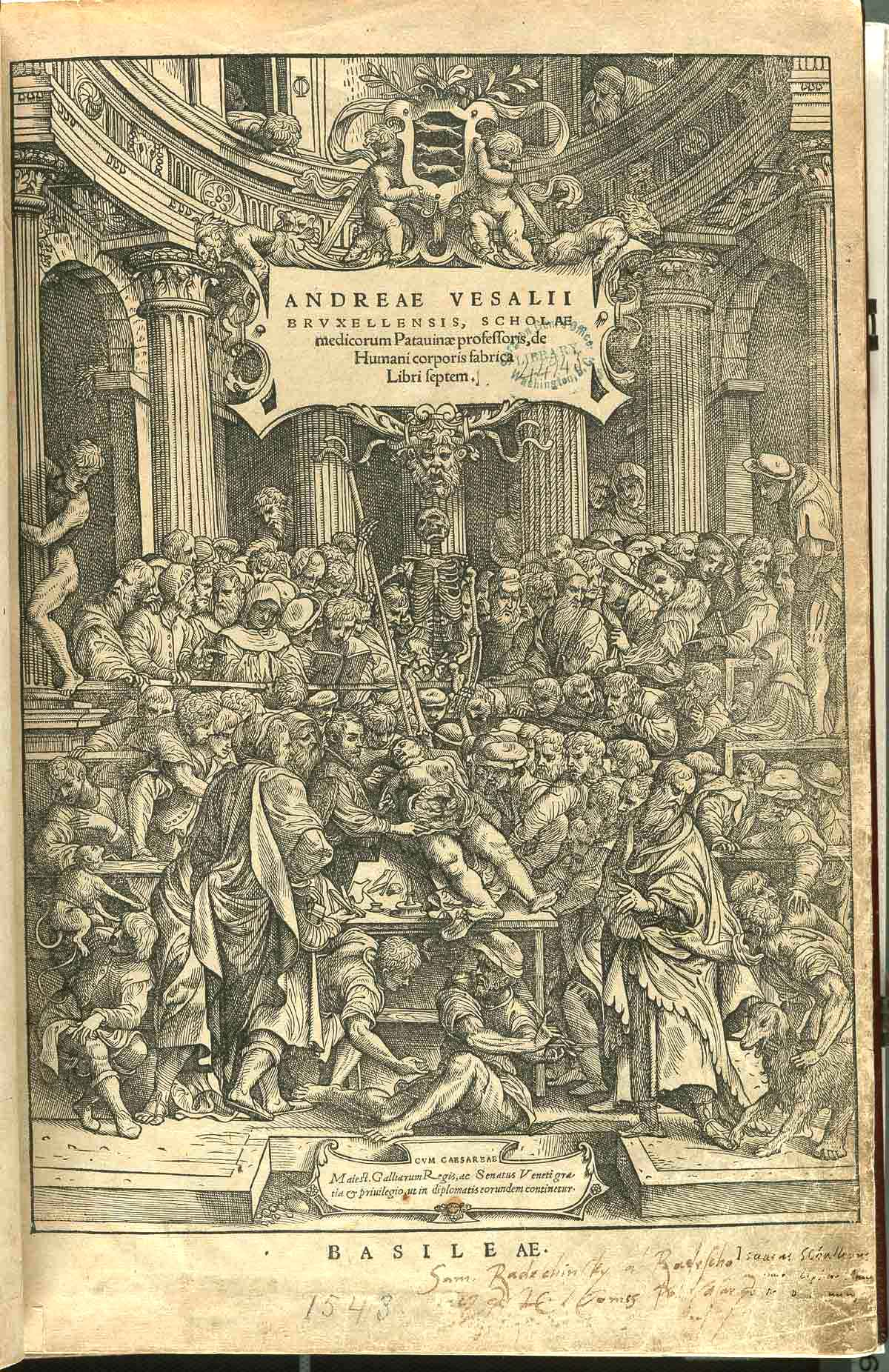
Titulní strana knihy De humani corporis fabrica libri septem (rytec Jan van Calcar)

V té době odchází do Boloně (1540), aby zde provedl řadu demonstrací pro studenty. Následujícího roku se však vrátil do Padovy, kde začal pracovat na konečné podobě svého stěžejního díla De humani corporis fabrica Libri septem. Dílo dokončil v létě 1542 a dedikoval je císaři Karlu V. Vlastní ilustrace provedli nejlepší místní kreslíři. Z nich pak byly zhotoveny obrazové rytiny. Uvádí se, že jejich autorem je opět Giovanni da Calcar. Je však nepravděpodobné, že by jeden autor vytvořil všech 273 ilustrací v tak krátké době. Pravděpodobněji je však zhotovily benátští malíři vyškolení v Tizianově dílně. Ještě v létě 1542 pak Vesalius odjel do Basileje, aby byl osobně přítomen tisku své knihy v tiskárně Johanese Oporina (1507–1568). Ve stejné době připravil i zestručněnou verzi svého sedmisvazkového díla, v níž pro větší názornost položil důraz na ilustrace zatímco vlastní text významně zkrátil. Dílo bylo vydáno ještě téhož roku pod názvem De humani corporis fabrica librorum epitome, nazývané zjednodušeně Epitome (Basilej, 1543). Tuto knihu dedikoval císařovu synovi Filipu II. Španělskému.

### Osobním lékařem císaře a krále
Bezprostředně poté se Vesalius obrátil na císaře Karla V. s nabídkou svých lékařských služeb. Byl přijat a dostalo se mu titulu „lékař císařského domu“. Císaře pak provázel na jeho válečných taženích až do císařovy abdikace (1556). 

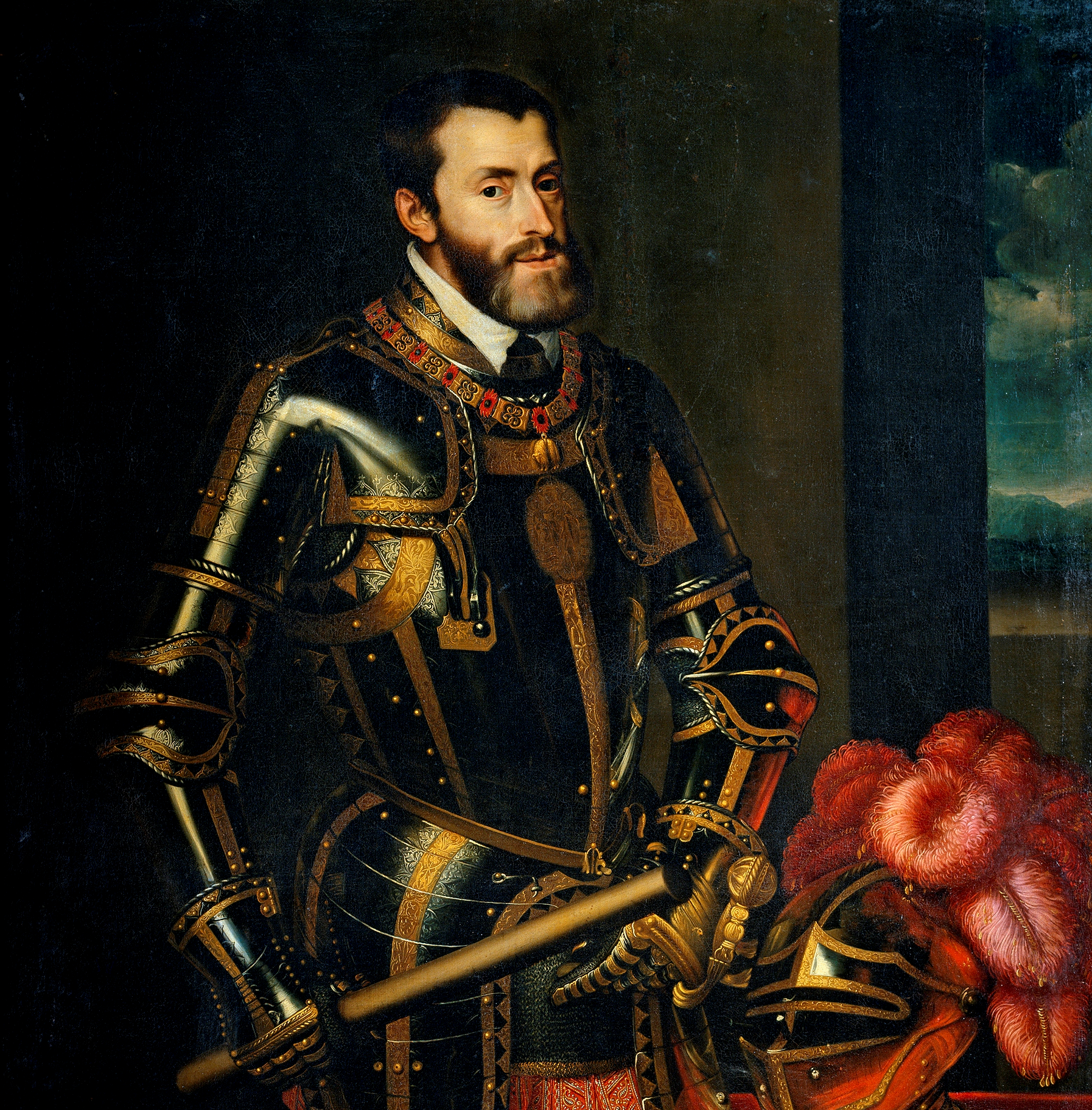
Portrét císaře Karla V. s velitelskou holí (asi 1550, kopie Tizianova obrazu)

Současně však vedl diskuzi s pařížskými zastánci Galénova učení, jak to vyplývá z jeho dlouhého „dopisu“, ve kterém diskutoval použití čínského kořenu ženšenu v lékařství, jmenovitě při léčbě syfilis. Dílko napsal v Řezně a publikoval ho pod názvem Epistola rationem modumque propinandi radicis chynae decocti pertractans (Basilej, 1546). Vedle toho pokračoval v anatomických studiích, ale naučil se i šetrnému chirurgickému ošetřování střelných zranění a zavedl drenáž hnisavých ložisek v tělních dutinách, které tato zranění působila. Jako věhlasnému chirurgovi se mu dostalo dalšího uznání tím, že byl přizván k léčbě smrtelného poranění hlavy francouzského krále Jindřicha II. (1519–1559), a to přesto, že krále již léčil významný francouzský chirurg Ambroise Paré (1510/20–1590). Nově získané zkušenosti z chirurgické praxe přivedly Vesalia k rozhodnutí opravit některé nepřesnosti publikované v původním díle Fabrica. Upravenou a doplněnou versi této knihy znovu vydal v Oporinově basilejské tiskárně (1555).

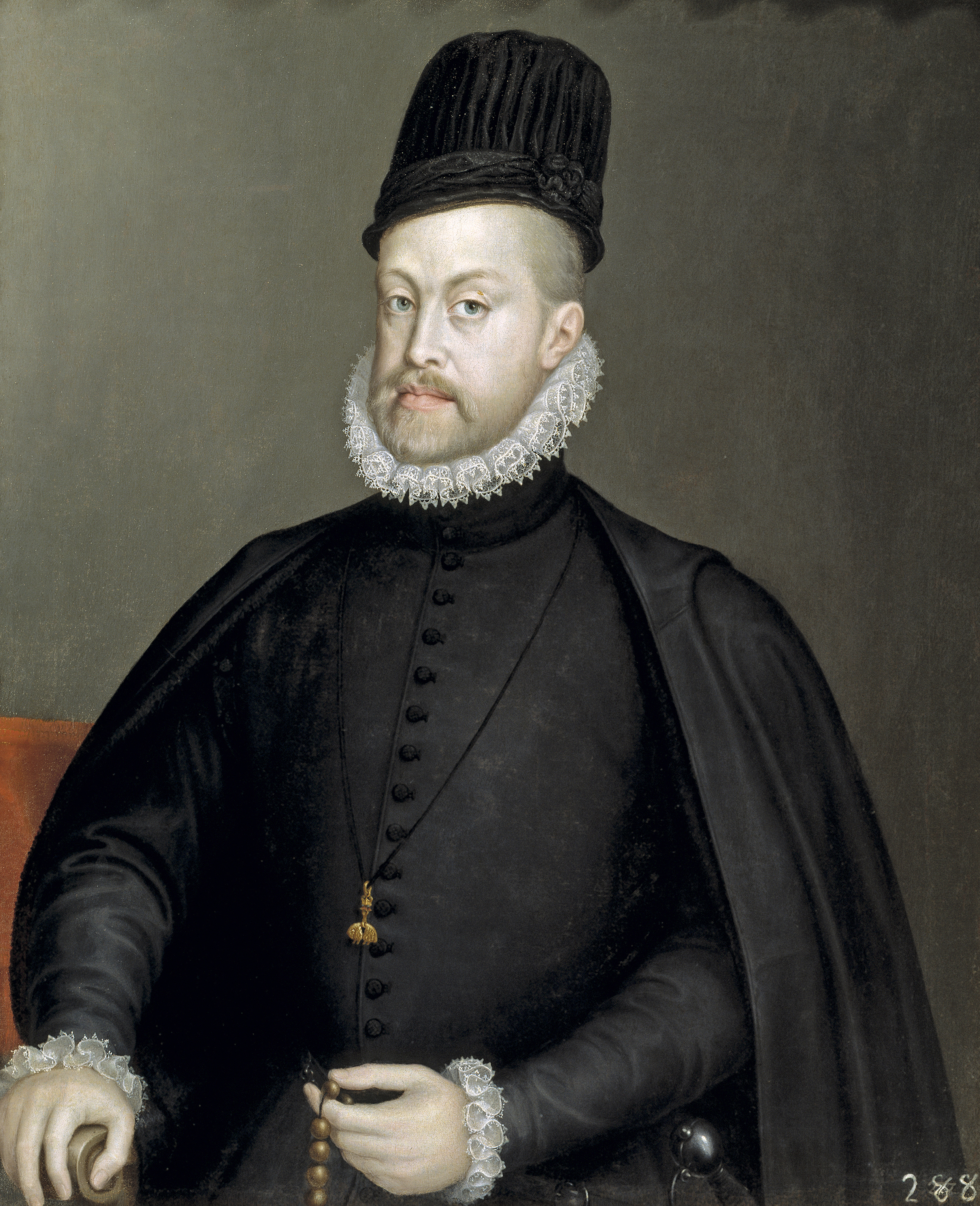
Španělský král Filip II. (1565, namalovala Sofonisba Anguissola)

Následná abdikace císaře Karla V. pak způsobila, že Vesalius přijal místo lékaře u španělského dvora krále Filipa II., kde pobýval až do své cesty do Svaté země (1564). Ještě téhož roku však na zpáteční cestě umírá. Již posmrtně byla v Benátkách vydána jeho poslední práce známá jako Examen. Jednalo se o dlouhou odpověď na obsah knihy Gabriela Falloppia (1523–1563), významného italského anatoma a lékaře, v níž Vesalius část jeho názorů přijímá, ale současně jich část odmítá.
Celoživotní Vesaliovo dílo, především však jeho Fabrica, se snažilo přesvědčit lékařské společenství o tom, že přijetí nových anatomických znalostí za základ medicíny a jejich uvedení do praxe umožní dosáhnout lepších výsledků při léčbě nemocných než to umožňovala „galénská medicína“ té doby.

## Odborné publikace
Mezi léty 1537–1564, vedle svého hlavního díla (De humani corporis fabrica Libri septem), Vesalius publikoval ještě dalších devět prací, z nichž pět bylo vydáno v basilejské tiskárně Johannese Oporina.

### Hlavní dílo
Vesaliovým stěžejním dílem je soubor sedmi knih o stavbě lidského těla (De humani corporis fabrica Libri septem), jejichž obsah vycházel z jeho pitevní zkušenosti a z presentací studentům během jeho padovských přednášek. Kniha dosáhla mimořádného ohlasu také vzhledem k pokroku tisku při reprodukci dřevořezů, čímž překonala ilustrace předchozích autorů.

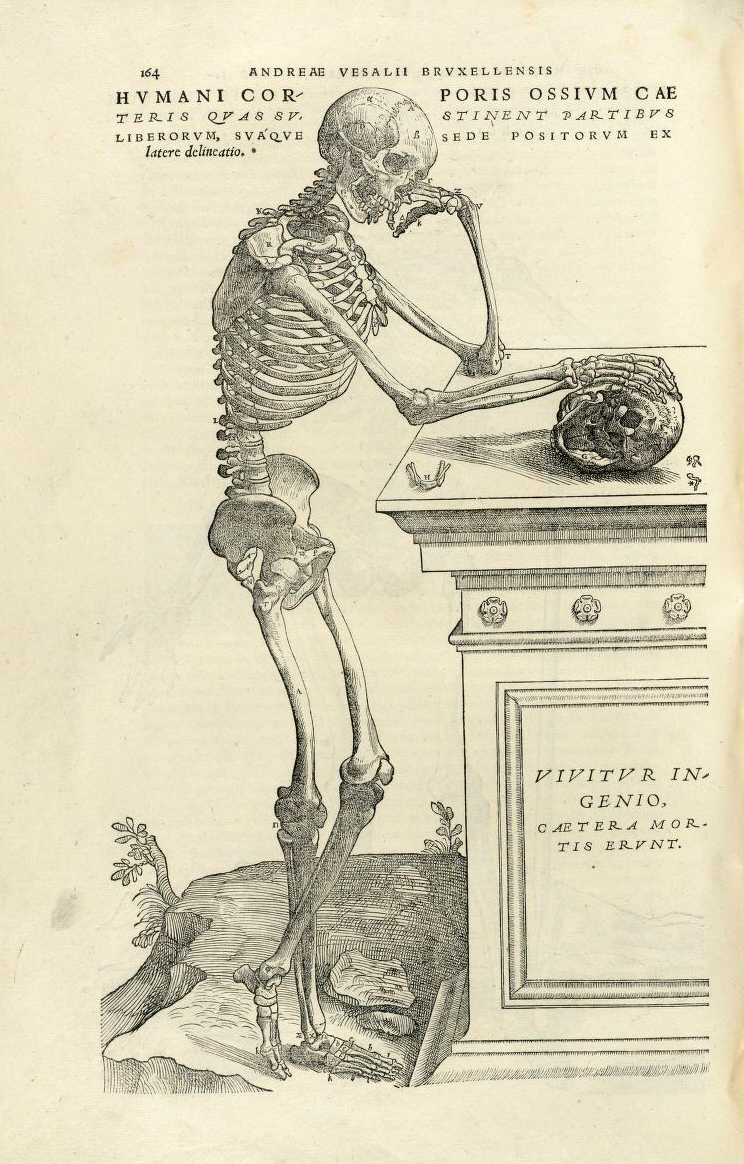
Kostra člověka opírající se o lebku (De humani corporis fabrica, kostra člověka)

První kniha o kostech a chrupavkách je velmi rozsáhlá a popisuje lidskou kostru ve velkém detailu. Současně ukazuje na rozdíly mezi kostrou zvířat (pes, opice, prase) a člověka. Díky nalezeným rozdílům Vesalius vysvětloval, proč Galénovy závěry neodpovídají dobovým potřebám humánní medicíny.
Druhá kniha o šlachách a svalech se zabývá svaly jako místy odpovědnými za pohyb. Vesalius současně popsal i jejich připojení k okolním strukturám. Rozdíly mezi svými a Galénovými nálezy vysvětloval opět tím, že Galén svá pozorování prováděl na zvířatech, zatímco on potřebné údaje získal pitvou lidských těl.
Třetí kniha popisuje žíly a tepny zatímco čtvrtá kniha nervy, přičemž v obou případech se hovoří o cévách buď s vnitřním průsvitem (žíly a tepny) nebo bez průsvitu (nervy). Vesalius uvedl popis 4 hlavních žil (vrátnicová žíla, obě duté žíly, tepně podobná žíla a pupeční žíla) a 2 tepen (aorta a žíle podobná tepna). Současně popsal i jejich postupné větvení.
Pátá kniha hovoří o výživě, tvorbě moči a pohlavním systému muže a ženy. Kniha detailně popisuje nejen orgány gastrointestinálního a vylučovacího systému, ale uvádí i přesný pitevní postup pro jejich zpřístupnění. Popisuje také placentu a obaly lidského plodu. Lidské pohlavní orgány pak srovnává s Galénovým popisem těchže orgánů u psa.

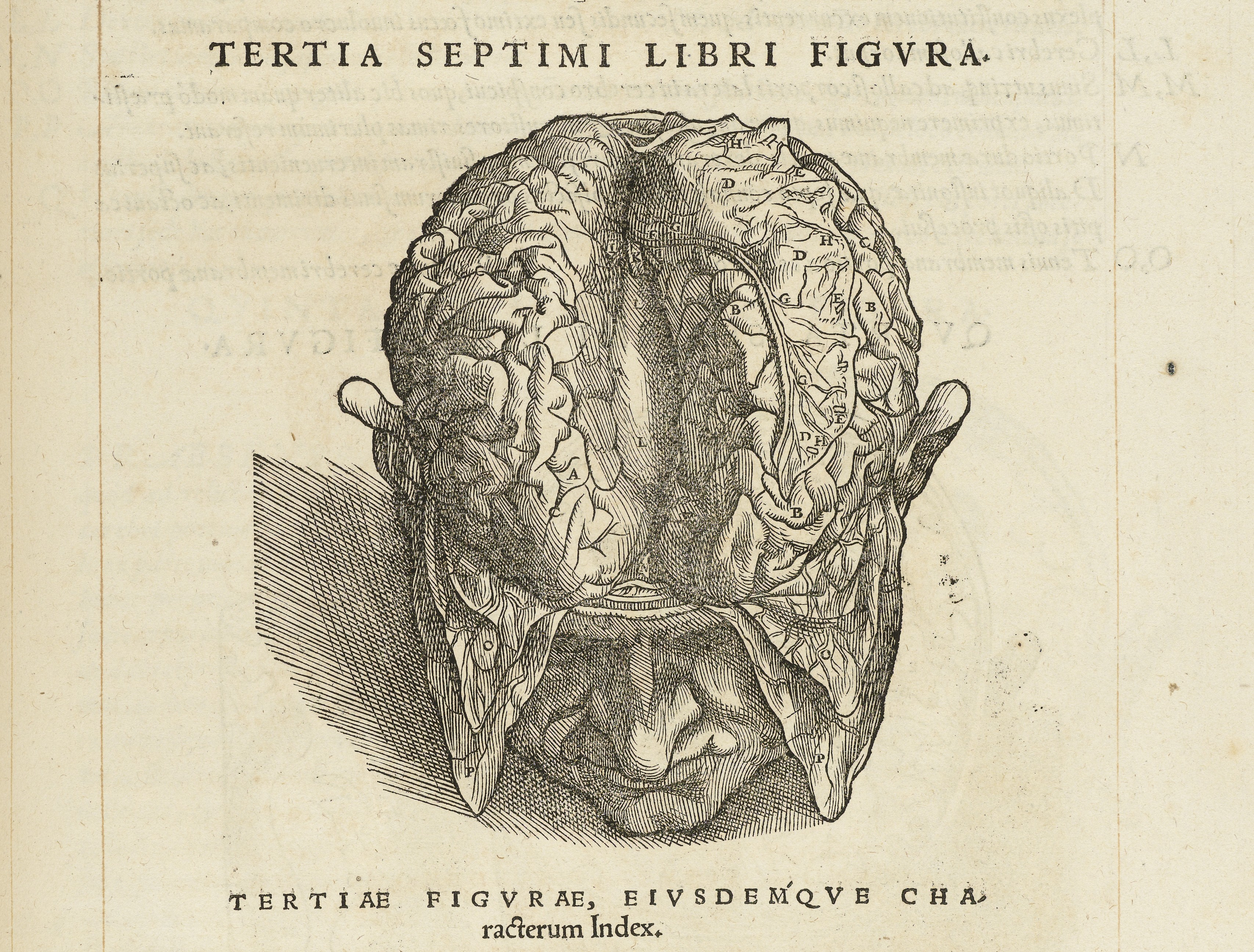
Mozek po stažení mozkových obalů (De humani corporis fabrica, mozek člověka)

Šestá kniha obsahuje stavbu a funkci srdce a sedmá kniha popisuje mozek, jeho obaly a smyslové orgány. Zvláštní pozornost v nich Vesalius věnoval pitvě oka a popisu nervů horní a dolní končetiny. Detailně uvedl popis tvaru a uspořádání srdečních komor společně s popisem poloměsíčitých chlopní. Byla to však až práce Williama Harveye (1578–1657) o krevním oběhu, která s konečnou platností odmítla Vesaliem zpochybněné Galénovy představy. Vesalius v této knize uvedl i zprávu o náprstníku červeném (Digitalis purpurea) jako o léku používaném při léčbě „městnavého selhání srdce“.

### Ostatní publikace
1. Bakalářské these jako vysvětlující komentář k Deváté knize Rhazesově (Lovaň, 1537; Basilej téhož roku);2
2. Tabulae anatomicae sex (1538);
3. Institutiones anatomicae secundum Galeni sententiam ad candidatos Libri Quator (1538);
4. Epistola jako dopis diskutující venesekci (Basilej, 1539);
5. Opera Galeni jako revise Galénových prací (1541);
6. De humani corporis fabrica librorum epitome, zjednodušeně Epitome (Basilej, 1543);
7. Epistola rationem modumque propinandi radicis chynae decocti pertractans (Basilej, 1546);
8. Reedice upravené verze knihy Fabrica (Basilej, 1555);
9. Andrea Vesalii anatomicarum Gabrielis Falopii observationum examen Augustinus Gadaldinus, zjednodušeně Examen (1564).

## Vědecký a historický význam
Vědecký a historický odkaz Vesaliova díla spočívá v tom, že v názorové komparaci mezi arabským lékařem a alchymistou Rhazesem (Abú Bakr Mohammed ibn Zakaríja ar-Rází) a řeckým lékařem Claudiem Galénem se nejdříve přiklání na stranu Galénovu, později však, a to na pokladě vlastních zkušeností z pitev lidských těl, opouští i řadu Galénových názorů. Ve svých dílech Vesalius nakonec navrhl opravy asi 200 omylů tradovaných z Galénovy doby. Vesaliovy „anti-galénovské názory“ měly i řadu odpůrců, včetně Jacoba Silviuse, ale řada dalších padovských anatomů a lékařů rozšířila jeho názory do celé Evropy, včetně Českého království.